# Konojedy (Úštěk)
Konojedy (německy Konojed) jsou vesnice, část města Úštěku v okrese Litoměřice. Nachází se asi čtyři kilometry severně od Úštěku v katastrálním území Konojedy u Úštěku o rozloze 5,69 km².

## Název
Její původní pojmenování Koňojedy, variované v pramenech jako Conoiedi, Konogedi, Konogied nebo Konogedy, označovalo ves jejíž obyvatelé jedí koně. V němčině se ustáleně používaly zejména varianty Konoged nebo Konojed, ve zdejším nářečí potom Kundich.

## Historie
Konojedy se rozkládají na západním a severozápadním úbočí Dubí hory v severním výběžku Českého středohoří. Ve starší i novější literatuře se tradičně objevuje informace o jejich existenci v polovině 11. století, opíraná o zmínku v pamětních listinách o založení litoměřické kapituly. Mezi lokalitami tzv. redakce A, hlásící se svým zněním k roku 1057, však Konojedy nefigurují. Jejich jméno se objevuje teprve tzv. redakci B, vystavené v roce 1218, která obnovovala starší privilegium nejspíše z šedesátých let 12. století. Přesnější dobu vzniku obce sice neznáme, nicméně se nezpochybnitelně jedná o jednu z nejstarších lokalit dnešního Úštěcka.[zdroj⁠?!]

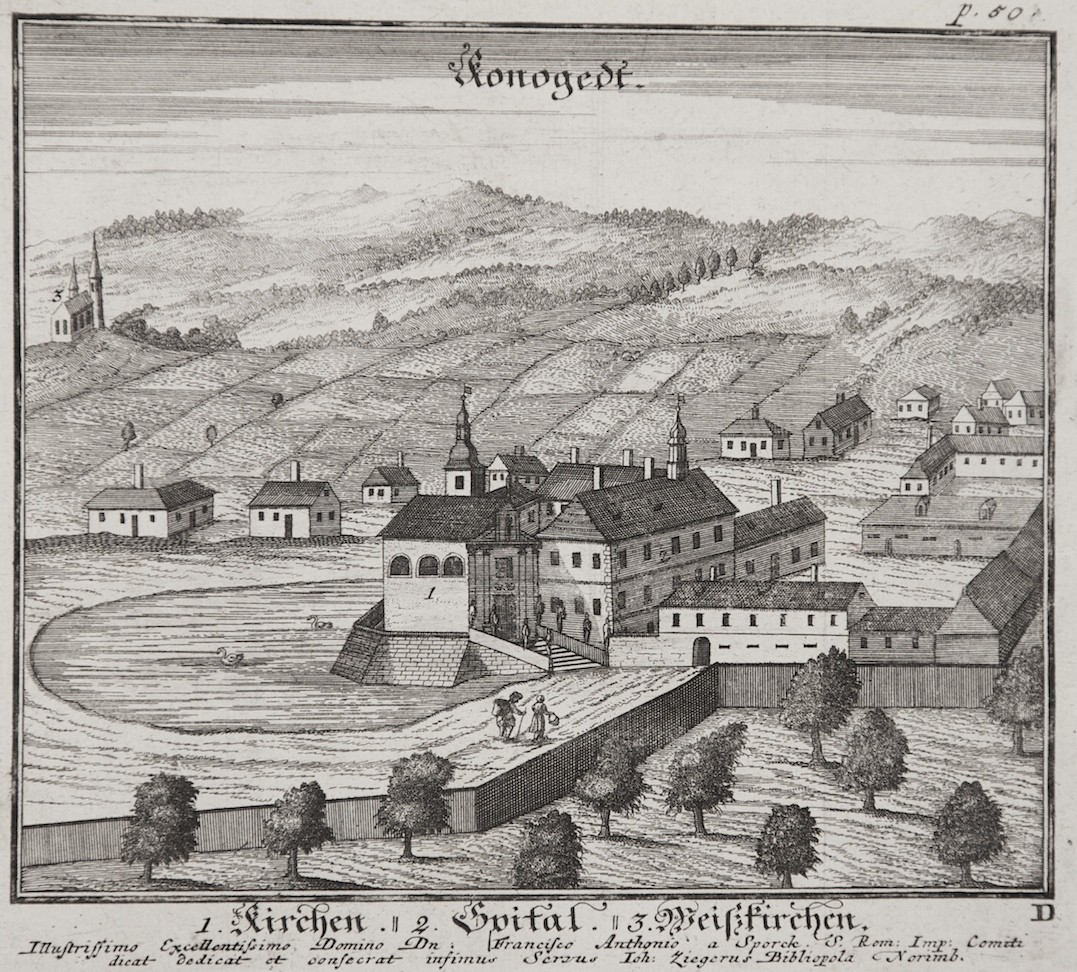
Šporkův hospital v roce 1712

Starší literatura předpokládala, že se ve 13. století jednalo o farní ves s vladyckým sídlem. Samotní vladykové z Konojed se ovšem objevují v písemných pramenech až ve druhé polovině 14. a první polovině následujícího století. První zmínka o zdejší tvrzi je k dispozici teprve k roku 1451, kdy ji spolu s dvorem a vsí prodala Běta z Konojed svému manželovi Ctiborovi z Tloskova. Někdy mezi lety 1505–1509 se Konojedy dostaly do majetku Albrechta z Pojetic, jehož předkové již od první poloviny 15. století drželi nedaleké Valkeřice. Albrechtovi potomkové, kteří se začali se psát Konojedští z Pojetic, pak vlastnili Konojedy s Valkeřicemi v následujících třech generacích. Vilém Konojedský z Pojetic zřejmě nechal v polovině 16. století přestavět zdejší tvrz na malý renesanční zámek.

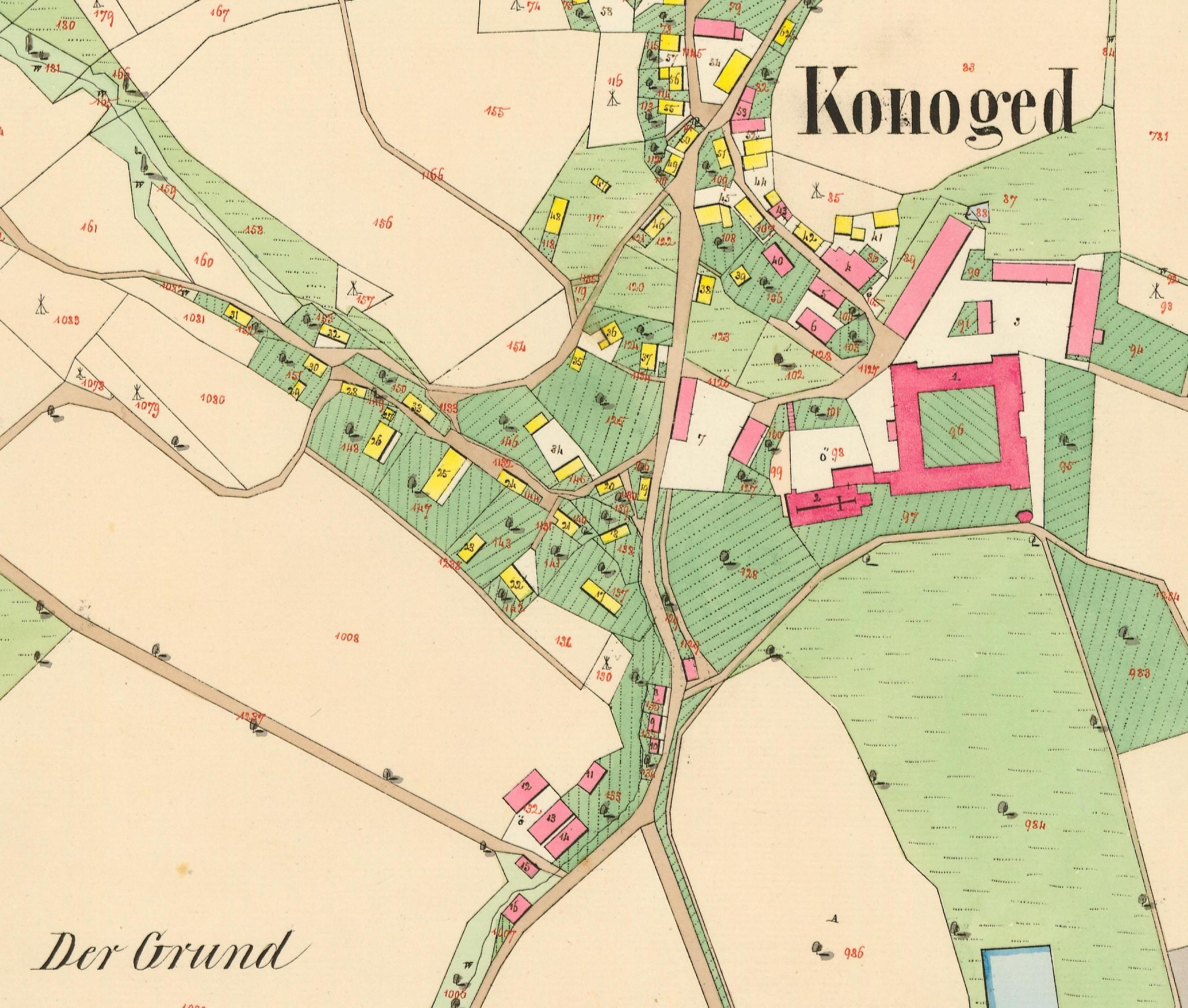
Konojedy v roce 1843 na Císařském otisku mapy Stabilního katastru

Představitelem poslední generace tohoto rodu byl Albrecht Konojedský z Pojetic, sedící na Konojedech a Valkeřicích. Jako řada dalších šlechticů se zapojil do stavovského povstání, v jehož průběhu v roce 1620 zemřel. Konfiskační komise v rámci potrestání roku 1622 zabavila jen třetinu jeho pozůstalosti, nicméně komora zabrala všechny jeho statky. Patřila k nim ves Konojedy s tvrzí a poplužním dvorem, Horní a Dolní Dubičná, Stvolínské Petrovice, Mukařov, Čáslav a Merboltice, tvrz a poplužní dvůr Malý Šachov a tvrz a ves Valkeřice s poplužním dvorem. Statky, odhadnuté na cenu 53 783 kop míšeňských odkoupil v květnu 1623 za poníženou cenu kladský hejtman Adam Bohumír Berka z Dubé, který také vyplatil Albrechtově vdově Marii, rozené ze Salhausenu, a dcerám Lidmile a Anně Eusebii náležející díl pozůstalosti. Když Adam Gottfried zemřel (patrně 1626), dostaly se Konojedy prostřednictvím jeho sestry Heleny (smrtelně zraněné loupežníky v roce 1632 cestou z Konojed do Prahy) do rukou jejího manžela Zdeňka Lva Libštejnského z Kolovrat, od roku 1623 držitele sloupského panství a hejtmana litoměřického kraje. V roce 1640 přešly do rukou jeho syna Václava Františka,[ve zdroji nenalezeno] který byl kvůli neúnosnému předlužení nucen zděděné statky odprodat.

V této době se Konojedy staly objektem zájmu litoměřického kapitulního probošta Maxmiliána Rudolfa ze Šlejnic, který se intenzivně podílel na projektu založení litoměřického biskupství. Pro budoucí fungování instituce bylo totiž nutné zajistit trvalý zdroj příjmů v podobě vlastního panství. Od počátku 40. let tak probošt korespondoval o možné koupi Konojed s pražským arcibiskupem kardinálem Arnoštem z Harrachu. V roce 1643 odhadoval, že roční výnos panství by mohl dosáhnout 4 tisíc zlatých. Přednost ovšem později dostaly sousední Stvolínky, které pražský arcibiskup zakoupil v únoru 1647. Ještě v červenci téhož roku ovšem Šlejnic navrhuje Harrachovi, že by časem mohl přikoupit ještě konojedské panství a podřídit je v budoucnu také litoměřickému biskupovi.

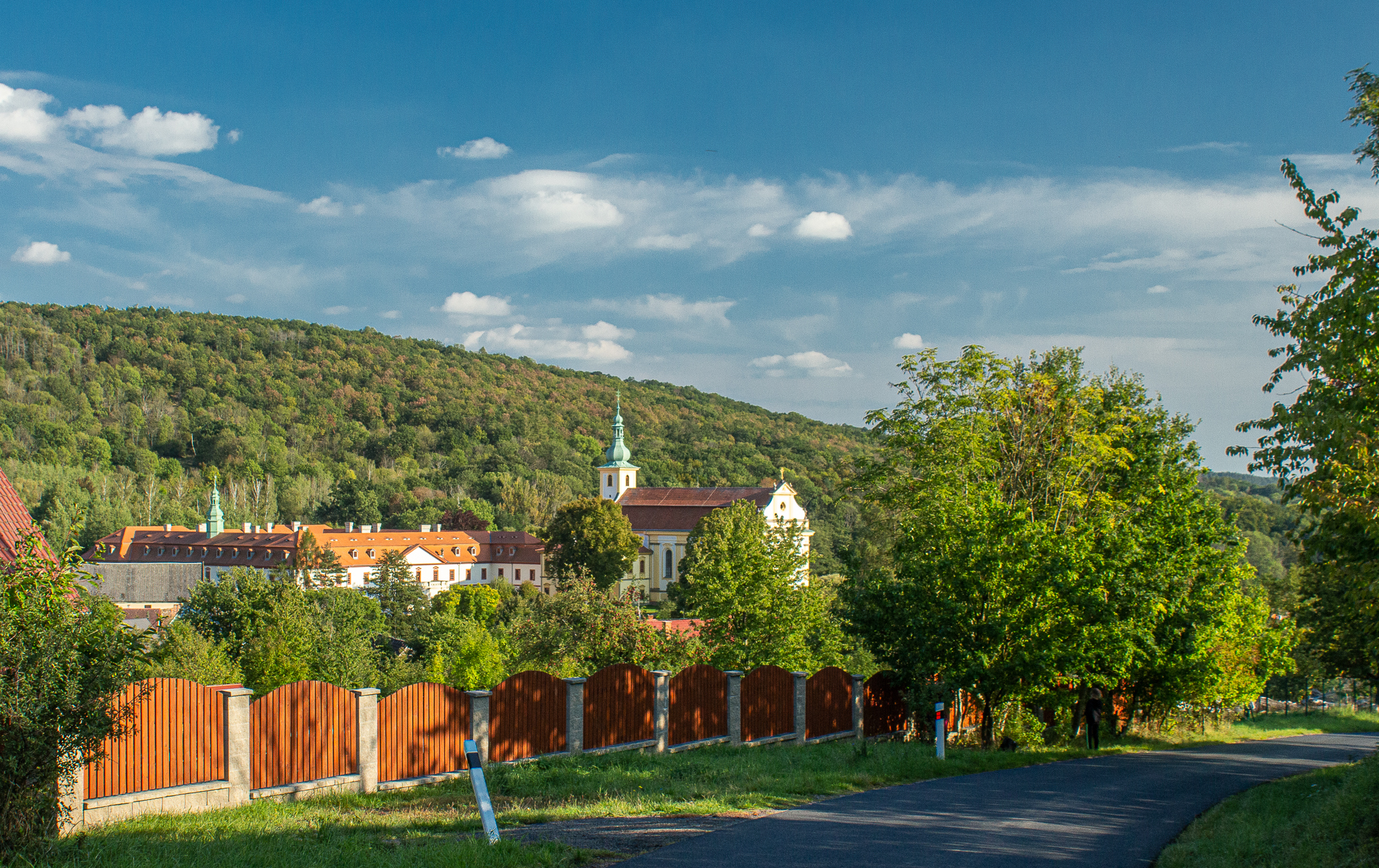
Pohled na někdejší klášterní areál v Konojedech od západu

Nakonec se v roce 1650 stal kupcem svobodný pán Jan Špork, který zaplatil sumu 117 tisíc zlatých. Jednalo se o jednoho z klasických vojáků fortuny, kterého třicetiletá válka a navazující vojenské kampaně vynesly ze selského stavu až do řad vojenské generality a říšských hrabat. Koupi Konojed předcházel v roce 1647 zisk Lysé nad Labem, kterou jako komorní panství dostal Špork od Ferdinanda III. za přechod do jeho služeb. V 60. a 70. letech k těmto dvěma panstvím Špork přikoupil ještě ve východních a středních Čechách Choustníkovo Hradiště, Heřmanův Městec, Malešov, Hoříněves a Heřmanice, čímž vytvořil více než hmotnou základnu pro své dva syny a zároveň důležitý předpoklad pro další vzestup nového hraběcího rodu. Samotné Konojedy pro Jana Šporka, který byl v roce 1664 povýšen do stavu dědičných říšských hrabat, z hlediska sídelní strategie nehrály významnější roli. Zdejší zámek se sice v průběhu druhé poloviny 17. století dočkal některých barokních úprav, nicméně není zjevné, zda se tak stalo za Jana Šporka, nebo teprve později za jeho syna. Jan Špork zemřel v roce 1679 a o pět let později se správy větší části otcových statků ujal jeho starší syn František Antonín Špork. Na rozdíl od svého otce, tvrdého (a patrně i osobně málo vzdělaného) vojáka, byl František Antonín aristokratickým intelektuálem s hlubokým zájmem o duchovní i kulturní dění své doby.[zdroj⁠?!]
Severočeské Konojedy v sídelní strategii Františka Antonína Šporka nehrály ani zdaleka tak významnou úlohu jako Lysá nad Labem a Choustníkovo Hradiště. Byla to patrně relativně velká odloučenost od těchto hlavních center šporkovské domény, která způsobila, že zdejším sídlům a krajině věnoval Špork menší osobní pozornost. Poměrně hustě zalidněné konojedské panství pro Šporka představovalo výnosný zdroj příjmů. Dobová relace je popisuje jako sice převážně kopcovité, ale i s pěknými poli a velmi mnoho chmelnicemi, jejichž produkce se vyváží do Saska a Bavorska. Vedle ekonomického přínosu poskytovalo svému majiteli také výborné podmínky pro dvě z jeho velkých vášní – parforsní hon a především čižbu. Zdejší kopcovitý terén, na němž se střídaly lesy a háje se zemědělskou půdou a loukami se skvěle hodil pro odchyt ptactva, který Špork s velkým zaujetím provozoval také na svých dalších panstvích. V době podzimních honů a odchytu ptactva se hrabě s dvorem na konojedské panství pravidelně vracel, nicméně před pobytem v samotných Konojedech preferoval Valkeřice, v jejichž okolí nechal také vybudovat více než dvacet čihadel a pastí různého druhu, které sloužily k odchytu ptactva nejen za účelem konzumace, ale už v této době také kroužkování.

## Obyvatelstvo
Při sčítání lidu v roce 1921 zde žilo 486 obyvatel (z toho 217 mužů), z nichž bylo devět Čechoslováků, 476 Němců a jeden cizinec. Kromě jednoho evangelíka byli římskými katolíky. Podle sčítání lidu z roku 1930 měla vesnice 562 obyvatel: čtrnáct Čechoslováků, 544 Němců a čtyři cizince. Až na šestnáct evangelíků se hlásili k římskokatolické církvi.
| | 1869 | 1880 | 1890 | 1900 | 1910 | 1921 | 1930 | 1950 | 1961 | 1970 | 1980 | 1991 | 2001 | 2011 |
| --- | ---- | ---- | ---- | ---- | ---- | ---- | ---- | ---- | ---- | ---- | ---- | ---- | ---- | ---- |
| Obyvatelé | 598  | 581  | 569  | 519  | 544  | 512  | 585  | 305  | 210  | 167  | 185  | 142  | 154  | 100  |
| Domy | 117  | 119  | 121  | 118  | 118  | 115  | 115  | 91   | 118  | 41   | 30   | 43   | 47   | 58   |
| Tabulka obsahuje údaje části Starosti a počet domů z roku 1961 zahrnuje domy místních částí Bílý Kostelec, Dubičná a Ličenice. |      |      |      |      |      |      |      |      |      |      |      |      |      |      |

## Pamětihodnosti
- Ve vsi stojí zámek, přestavěný po roce 1746 na klášter servitů. Klášter, který byl v důsledku josefinských reforem zrušen, byl na konci 18. století opět přebudován na barokní zámek. V areálu zámku se nachází kostel Nanebevzetí Panny Marie z let 1747 až 1762.
- Památková ochrana se vztahuje na celý areál zámků, včetně někdejšího zámeckého parku, dvou zahradních domů, ohradních zdí a bran.[18]
- V areálu zámku poblíž kostela Nanebevzetí Panny Marie se nachází soubor osmi barokních soch, vytvořených v polovině 18. století. Jedná se o sochy Panny Marie, sv. Anny, sv. Jana Nepomuckého, sv. Antonína Paduánského, sv. Floriána, sv. Víta, sv. Václava a sv. Jana z Boha.[19]
- U kostela a zámku, ve zdí obehnaném areálu klášterních budov, roste jedna památkově chráněná lípa, další se nachází v bývalém zámeckém parku.
- Ve vsi na návsi je několik roubených, hrázděných a empírových domů postavených v druhé polovině 19. století.[20] Památkově chráněné jsou domy čp. 7, 11, 58, 67, 79, 82, 99 a usedlost čp. 48.
- V údolí Úštěckého potoka stojí zřícenina barokního mlýna na střelný prach. Pravděpodobně po třicetileté válce ho založil generál Jan Špork. Po jeho smrti výroba střelného prachu skončila a objekt byl využíván jako skladiště a k ustájení dobytka. Po roce 1945 areál i s dalším, 200 metrů vzdáleným, obilným mlýnem zanikl.[21]
- Na východním okraji vesnice se nachází starý lom, chráněný jako národní přírodní památka Dubí hora.

## Galerie

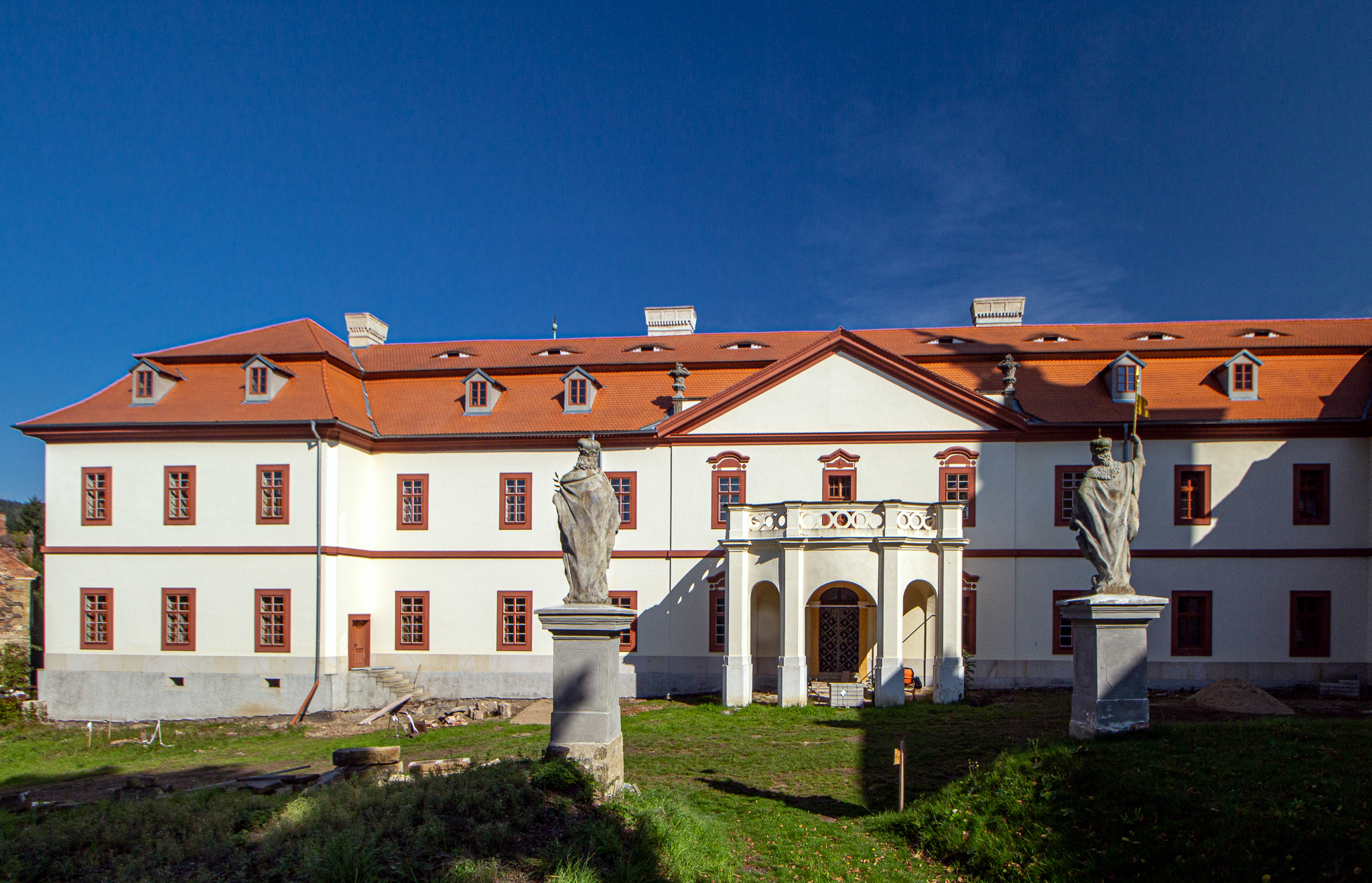
Opravený zámek
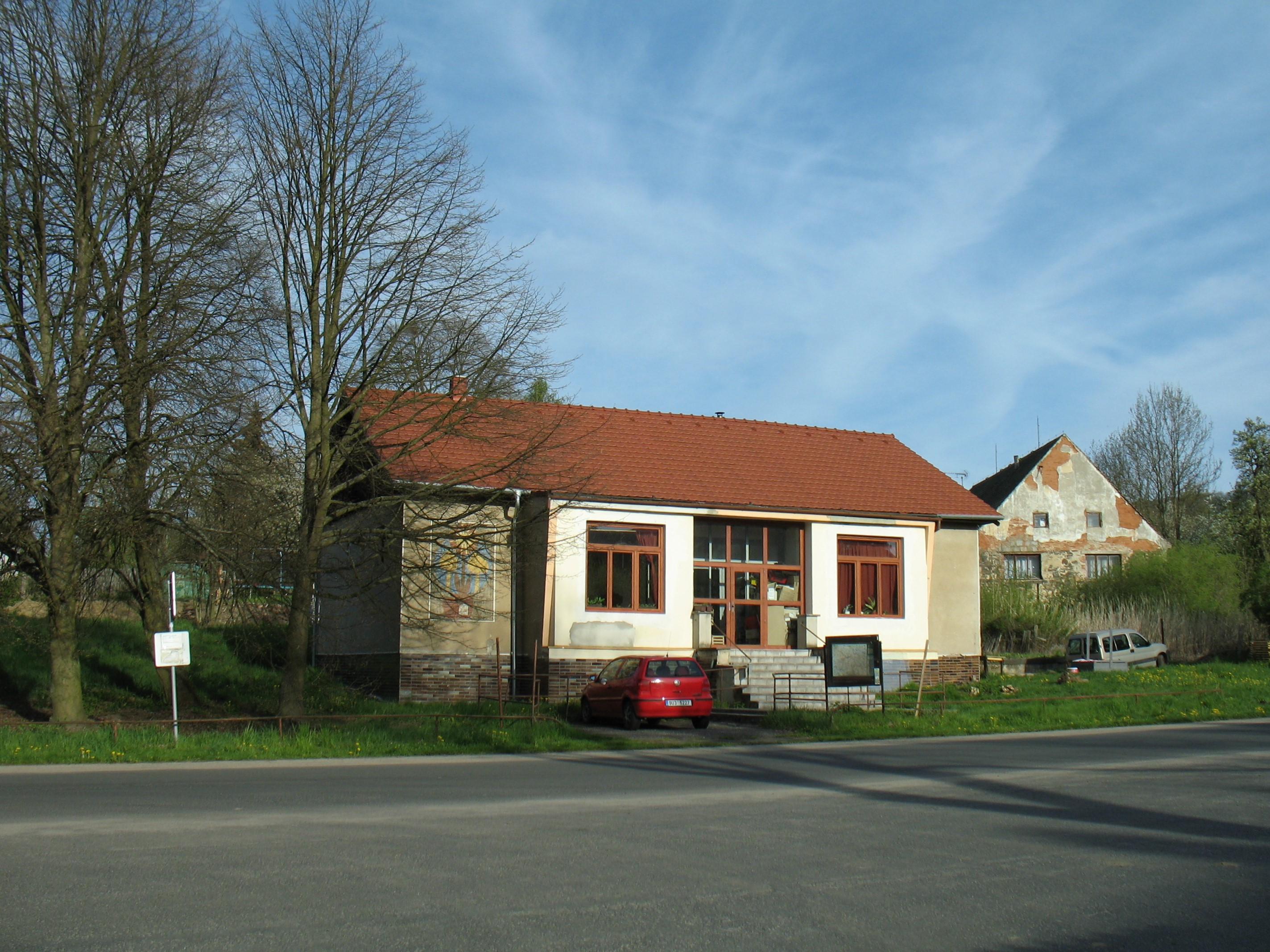
Na návsi
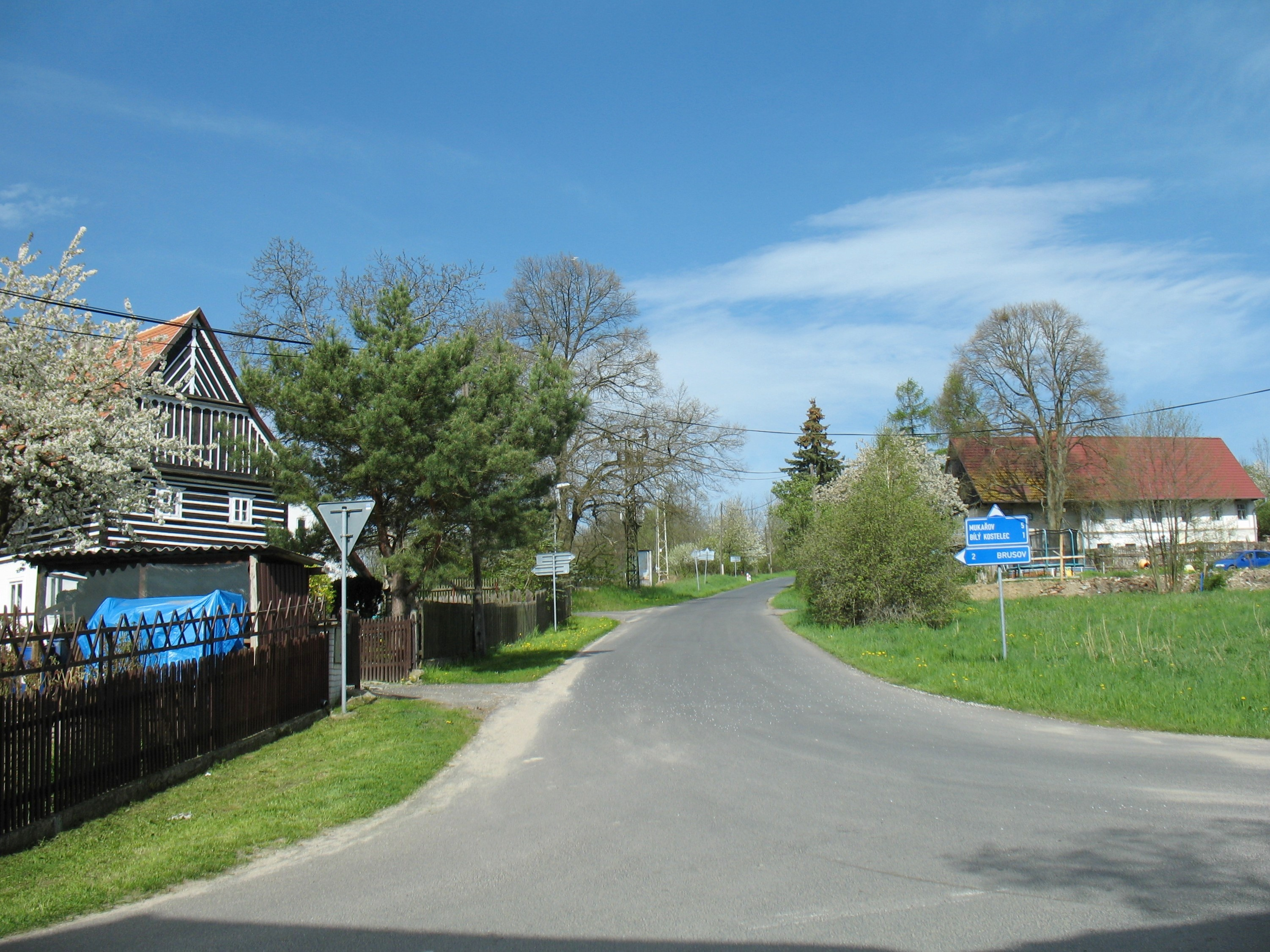
Silnice do Mukařova
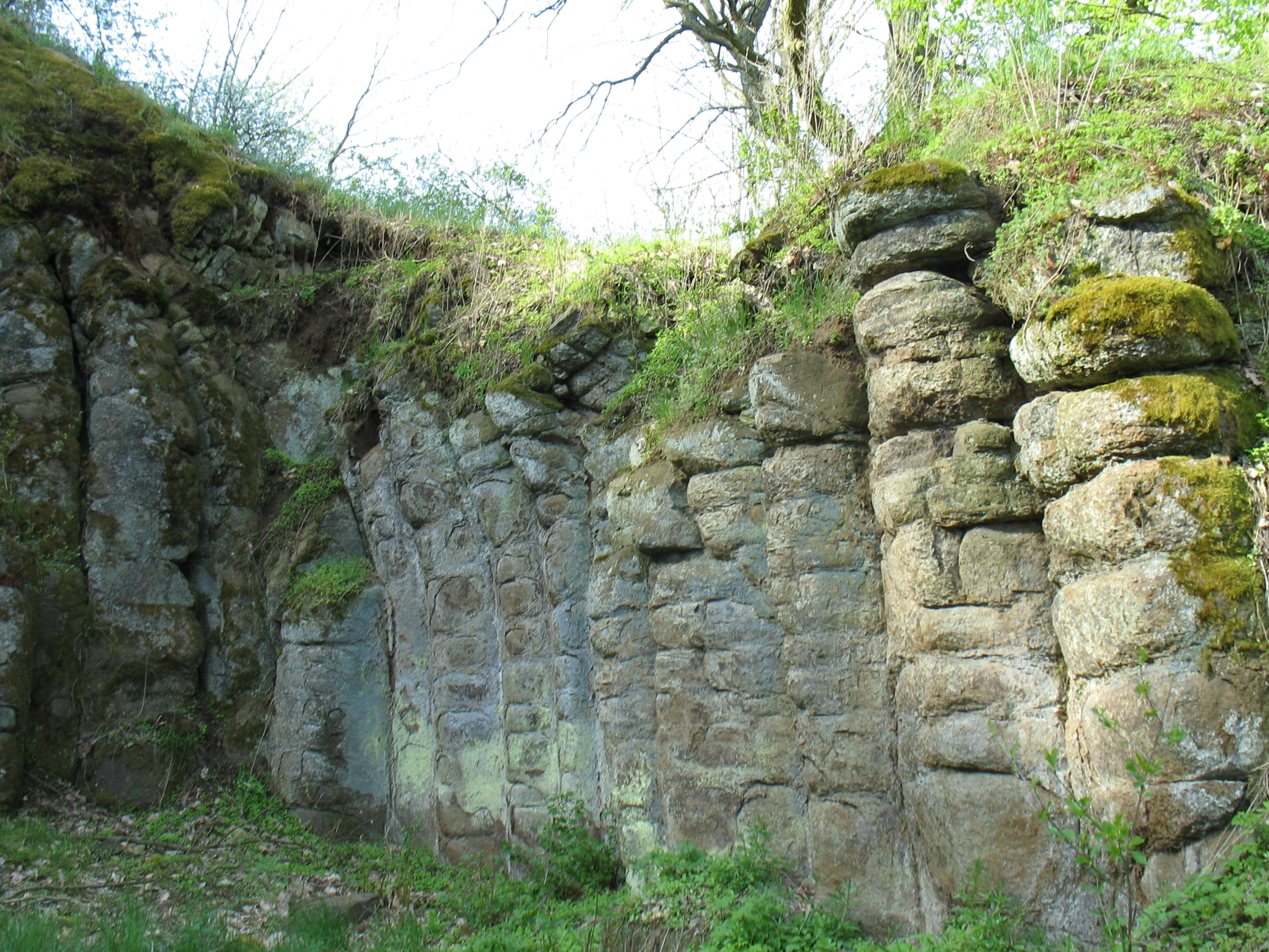
Konojedské bochníky
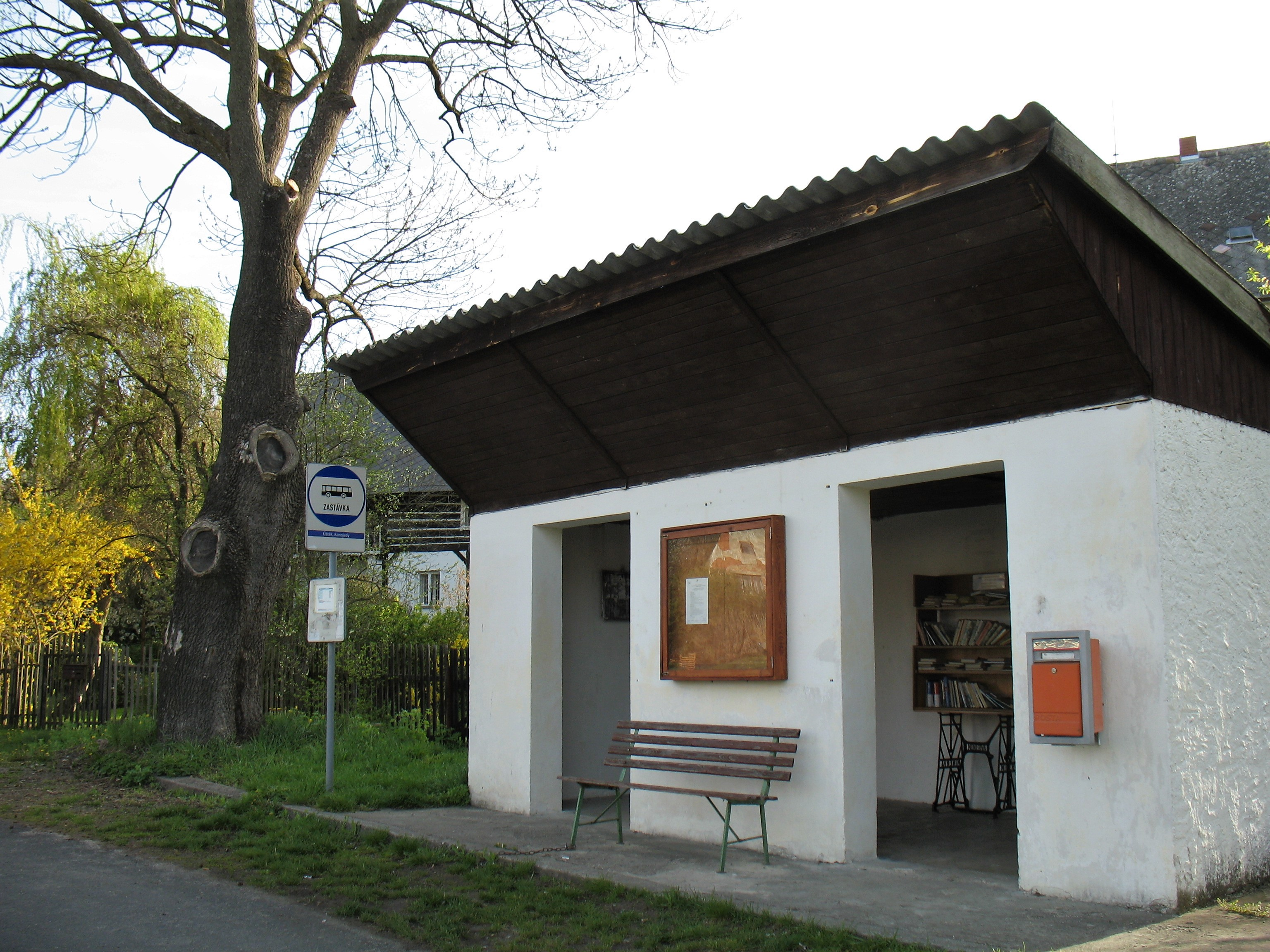
Autobusová zastávka